# Chrysocolaptes guttacristatus
El pito sultán grande (Chrysocolaptes guttacristatus) es una especie de ave piciforme de la familia Picidae nativa de Asia.

## Descripción
Es un pájaro carpintero de tamaño grande, llegando los 33 cm de longitud. Tiene la forma típica de los carpinteros, el cuello largo y una cresta erecta. La coloración es muy variada entre las subespecies, aunque siempre tienen la espalda y las alas de color amarillo dorado o marrón oscuro sin marcas. El obispillo es de color rojo y la cola negra. Las partes inferiores son de color blanco con manchas oscuras, o de color marrón claro. La cabeza es de color blanquecino con un patrón negro, amarillo, marrón o rojo. El pico es largo (más largo que la cabeza) y —al igual que las patas de cuatro dedos zigodáctilos (dos dedos hacia delante y dos hacia atrás)— son gris plomizo. Los iris de los ojos son de color blanquecino a amarillo.
Los machos adultos siempre tienen una corona roja. Las hembras tienen la corona de un color que varía entre las subespecies, tales como negro con manchas blancas, amarillo o marrón con puntos más ligeros. Las aves jóvenes son como la hembra, pero más apagadas, con los iris de color marrón.

## Subespecies
Se reconocen cuatro subespecies:
- C. g. sultaneus (Hodgson, 1837)– en el noroeste de los Himalayas;
- C. g. guttacristatus (Tickell, 1833)– desde el centro y este de los Himalayas y el sureste de la India hasta el sur de China, Tailandia e Indochina;
- C. g. socialis Koelz, 1939– en el suroeste de la India;
- C. g. indomalayicus Hesse, 1911– en la península de Malaca, Sumatra y Java.